# Białe Ściany

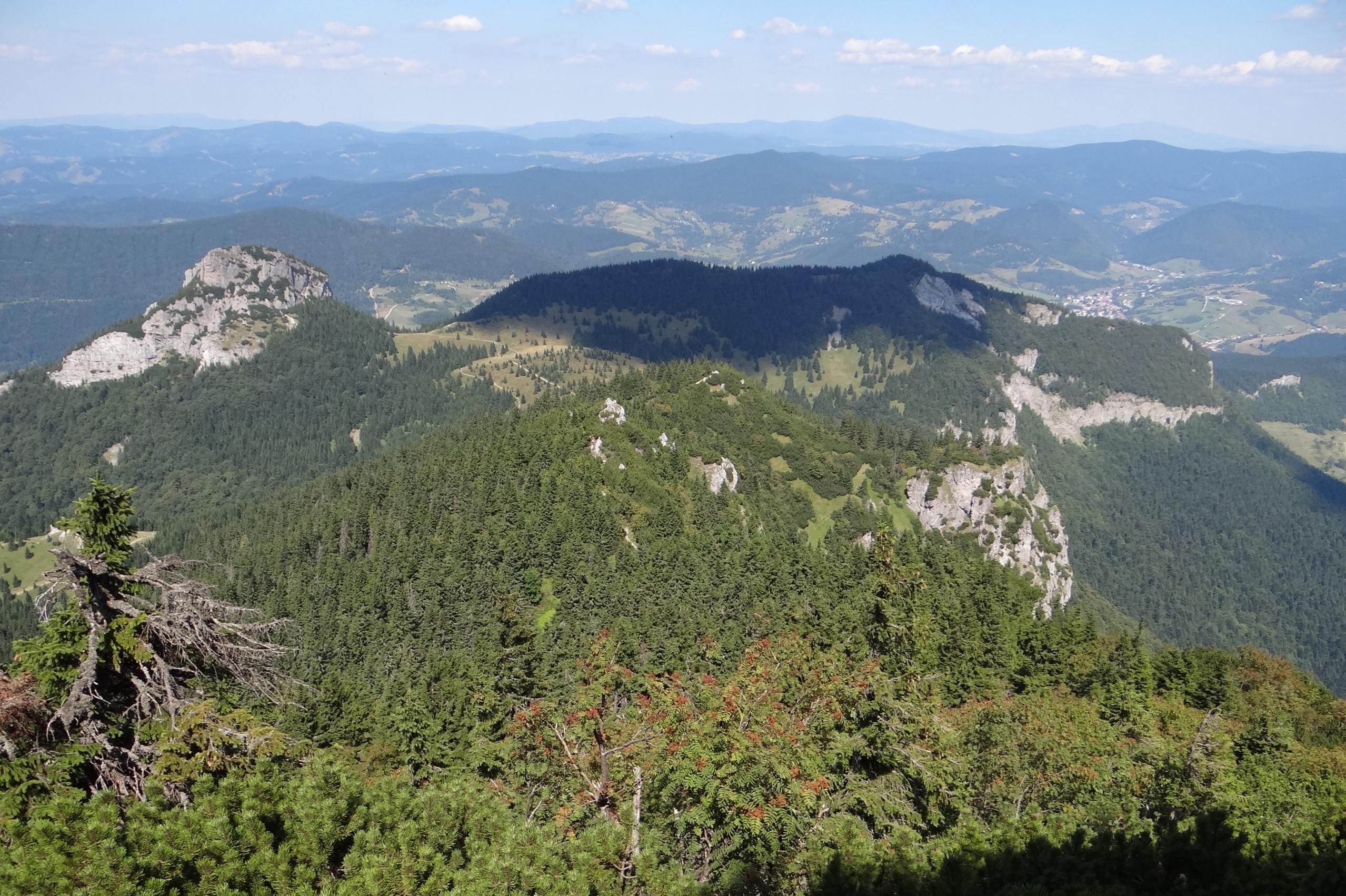
Od lewej: Wielki Rozsutec, Zákres i grzbiet z Białymi Ścianami

Białe Ściany (słow. Biele Steny) – zbudowane z wapieni i dolomitów ściany i skałki w północno-wschodnim grzbiecie Małego Rozsutca w paśmie górskim  Mała Fatra na Słowacji
Białe Ściany znajdują się na obszarze ochrony ścisłej – rezerwat przyrody Rozsutec. Dolnym obrzeżem tego rezerwatu i podnóżami Białych Ścian prowadzi żółty szlak turystyczny, grzbietem, od przełęczy Zákres szlak czerwony.

## Szlaki turystyczne
Zázrivá (szosa) – Petrová – Príslop nad Bielou –  Zákres (3 h, ↓ 2.05 h) – Medzirozsutce (10 min)
  Zázrivá (szosa) – Petrová –  Príslop nad Bielou – Pod Rozsutcom. Czas przejścia: 2.40 h, ↓2.20 h